# Décret du 25 mars 1852 sur la décentralisation administrative
Le décret du 25 mars 1852 sur la déconcentration administrative est un texte fondamental du Second Empire qui a raffermi la déconcentration de l'administration de la France. Ce texte est considéré comme ayant été la charte de l'administration préfectorale. Par ailleurs, il ne faut surtout pas confondre déconcentration et décentralisation. La centralisation est un concept qui renvoie au pouvoir politique, la concentration renvoyant elle à l’organisation administrative. 

## Contexte
Louis-Napoléon Bonaparte souhaite, après son coup d'État du 2 décembre 1851, raffermir le pouvoir impérial en renforçant les pouvoirs du corps préfectoral. Ce dernier avait en effet été créé sous le Premier Empire afin d'administrer les territoires au plus près. Louis-Napoléon Bonaparte publie ainsi, le 25 mars 1852, un décret sur la décentralisation administrative, qui correspond à ce que nous appelons aujourd'hui la déconcentration.
Ce texte est justifié par les « abus et des exagérations de toute genre » qui auraient eu lieu durant la Restauration, et qui auraient « dénaturé le principe de notre centralisation administrative, en substituant à l'action prompte des autorités locales les lentes formalités de l'administration centrale ». Il souhaite mettre en œuvre une déconcentration, « considérant qu'on peut gouverner de loin, mais qu'on n'administre bien que de près ». Il s'agit donc de renforcer les pouvoirs des préfets, et non des collectivités territoriales ; ce serait un contre-sens que d'y voir une volonté décentralisatrice au sens moderne du mot.

## Contenu

### Contrôle par le préfet des actes des collectivités
L'article premier dispose ainsi que « les préfets continueront de soumettre à la décision du ministre de l'intérieur les affaires départementales et communales qui affectent directement l'intérêt général de l'État ». Cela officialise l'encadrement, par les préfets, des actes des collectivités territoriales. René Foignet a ainsi écrit que le décret « a transporté du pouvoir central au préfet, son délégué, le droit de terminer de nombreuses affaires locales ».

### Relations avec les ministres
Le décret du 25 mars 1852 conduit à une augmentation du pouvoir des préfets. Ce texte a ainsi pu être considéré comme la charte de l'administration préfectorale. Il régit en effet les rapports entre le gouvernement et les préfets.
Cette charte augmente les pouvoirs des préfets : les préfets pourront statuer, « sans l'autorisation du ministre des Finances », sur des questions fiscales ; ils pourront aussi statuer « sans l'autorisation du ministre des travaux publics [...] sur tous les objets mentionnés » dans un tableau annexé, qui offre une grande énumération d'objets.

## Postérité
Odilon Barrot a dit de la déconcentration permise par ce décret, au sujet des préfets : « c'est toujours le même marteau qui frappe, on a seulement raccourci le manche »,. Le décret a été critiqué par Louis Vivien de Saint-Martin, qui considérait « qu'on est assuré de trouver auprès du gouvernement plus d'impartialité qu'auprès des préfets ».